# Figuil
Figuil (auch: Fighil) ist eine Commune (Collectivité Territoriale Décentralisée de base) in Kamerun. Sie liegt in der Region Nord im Departement Mayo-Louti.

## Verwaltungsgliederung
Neben dem Hauptort Figuil umfasst die Commune die folgenden Orte:
- Badadji
- Badia
- Bafouni
- Balia
- Batao
- Bawaka
- Bergui
- Bidzar I
- Bidzar II
- Biou
- Boudva
- Dabra
- Dabra
- Dahal
- Daiwala
- Dawala Bidzar I
- Debelze
- Dinkingue
- Djabbé Biou
- Djabbe Figuil
- Djabili Gaska
- Djougui Bôh
- Djougui Gabla
- Dougnoukou
- Doundehi
- Doundéhi Madakamna
- Douva
- Dowala Biou
- Gada Mayo
- Golomo Biou
- Guéguéldé
- Gueremé
- Guérémé Bidzar II
- Guérémé Lam
- Guidi
- Guipguip
- Guizaï
- Hélé
- Hindjaoudé
- Houmbal
- Houmbal
- Kapta Moré
- Kaptalam
- Karba
- Kéring Figuil
- Koïdawa
- Kong Kong
- Koussoum
- Lam
- Madakamna
- Mamba Moulouma
- Mampar
- Maryaryakeu
- Mayo Kéwé
- Mazanga
- Mélémé
- Mokété
- Moré Singaï
- Mossorgo
- Moulvouda
- Mourkoufo
- Musuké I
- Musuké II
- Ndélélé
- Ngorowa Djabbé Figuil
- Ngorowa Ngom
- Ngouldi
- Nioua
- Ouro Maray
- Péfé
- Pelgué
- Pimtili
- Walewol Soh
- Watchoing
- Watoulé
- Wayeba
- Wouro Boubi
- Wouro Fandou
- Wouro Garoua
- Wouro Gayata
- Wouro Hardé
- Wouro Késsoum
- Wouro Koumoï
- Wouro Makodong
- Wouro Tanné
- Wouro Tchaka
- Wouro Tizi

## Geographie
Die Stadt liegt 32 km von Guider entfernt und liegt am nördlichen Ende der Nationalstraße Nr. 1. Der Bezirk hat eine Fläche von 2.535 km² und grenzt im Osten an den Tschad sowie im Norden an die Region Extrême-Nord.
Das Relief ist vielfältig und wechselt zwischen Ebenen im Norden, einem Tal im Westen und zerklüftetem Gelände im Süden. Der Bezirk wird von mehreren Flüssen entwässert, deren Flussbetten in der Trockenzeit austrocknen. In der Regenzeit laufen die Mayos über und machen das Land sehr fruchtbar.

### Klima
Der Bezirk hat ein halbtrockenes sudanesisch-sahelisches Klima mit zwei Jahreszeiten. Die Trockenzeit dauert sieben Monate, von November bis Mai, und die Regenzeit dauert von Ende Mai bis Oktober. Die durchschnittliche jährliche Niederschlagsmenge liegt zwischen 600 und 800 mm. Im Bezirk wehen zwei Hauptwinde: der Harmattan, ein kalter und trockener Wind, der von Norden nach Süden weht, und der Alizé (Passatwind, lokal „le vent des pluies“= „Regenwind“) genannt, der von Süden nach Norden weht.

### Natur
Figuil und seine Umgebung bestehen aus Savannen in unterschiedlichen Ausprägungen. Es gibt eine krautige Savanne mit Sträuchern und Bäumen. Bei den Pflanzen herrschen vor allem Seyal-Akazien, Annonen und Wüstendatteln (Balanites aegyptiaca) vor. Obwohl diese Arten sehr resistent gegen Buschbrände sind, werden sie von der Bevölkerung ausgebeutet und für Brennholz verwendet. Die Tierwelt des Bezirks ist zahlreich. Insbesondere kommen mehrere Arten von Gazellen und Primaten vor. 

## Bevölkerung
Laut dem Census 2005 hatte die Gemeinde 67.997 Einwohner, 20.226 davon in Figuil Ville. Im Jahr 2015 betrug die Gesamtbevölkerung des Bezirks 80.645 Einwohner, davon allein 22.451 in Figuil.
Die Bevölkerung ist doppelt organisiert, nach traditionellem Stammessystem und nach modernem Bürokratische System. Die beiden Verwaltungsformen arbeiten zusammen. Seit mehreren Jahrzehnten organisieren sich Arbeiter in Vereinen, um die Entwicklung voranzutreiben. Zu diesen Verbänden gehören die Groupes d’initiative commune (GIC). Insgesamt gibt es im Distrikt Figuil 66 dieser Gruppierungen, welche hauptsächlich mit der Entwicklung von Landwirtschaft und Handel beschäftigt sind.
Der Bezirk weist eine große Vielfalt ethnischer Gruppen auf. Die Mehrheit sind Guidar, Bororo, Mambay, Mundang, Sara, Toupouri, Guiziga, Massa und andere. Diese Populationen stammen aus den Nachbarländern, im Allgemeinen aus Mali, dem Sudan und dem Tschad.
Die beiden wichtigsten im Bezirk praktizierten Religionen sind Islam und Christentum. Minderheiten praktizieren Animismus und andere afrikanische Religionen.

## Wirtschaft

### Landwirtschaft, Viehzucht, Fischerei
Die überwiegende Mehrheit der Bevölkerung lebt von der Landwirtschaft. Die Produktion dient in der Regel dem Eigenverbrauch. Angebaut werden insbesondere Hirse, Sorghum, Mais, Erdnüsse, Soja und Baumwolle. Darüber hinaus beteiligt sich das Unternehmen Sodecoton, GICs und lokale Verwaltungen an der Förderung der Landwirtschaft. Es werden Betriebsmittel an Landwirte verkauft und Schulungen angeboten.
Ähnlich verbreitet ist Viehzucht. Der Tierbestand besteht hauptsächlich aus Rindern, Schafen, Schweinen und Geflügel.

### Industrie und Handwerk
Der Bezirk ist einer der am stärksten industrialisierten in der nördlichen Region. Zwei Unternehmen sind besonders präsent: Roccaglia und Cimencam. Sie produzieren Zement, Kalk und Fliesen.
Außerdem gibt es in kleinerem Umfang Marmor-Steinbrüche, Sand- und Kiesgruben.
Im Bereich des Handwerks gibt es Schmiede, Fahrzeugbauer und Mattenmacher. 

### Handel
Der Handel findet rund um die großen Märkte in den Dörfern des Bezirks statt. Dort werden Konsumgüter aus Garoua gehandelt und landwirtschaftliche Produkte sowie Kunsthandwerksprodukte verkauft.

## Stadtentwicklung

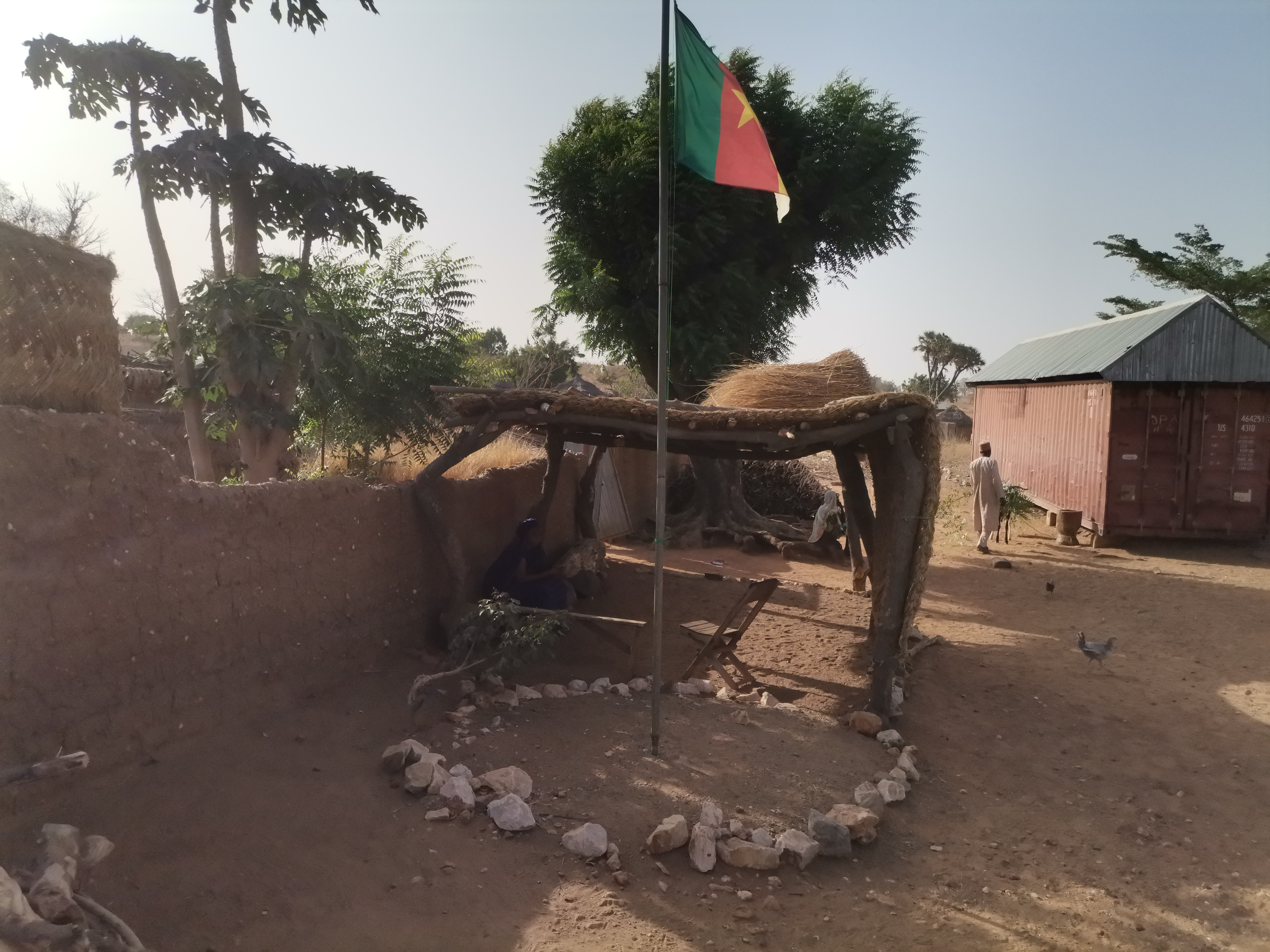
Wartebereich im ländlichen Raum (Wayeba).

Die Stadt Figuil erlebt ein schnelles und schlecht kontrolliertes städtisches Wachstum. Mit dieser Ausweitung sind Probleme bei der Flächennutzungsplanung verbunden, insbesondere bei der Ausgestaltung der Sanitäranlagen.

### Jugend
Im Bezirk gibt es neun Kindergärten und 63 Grundschulen. Es gibt drei Sportverbände und zwei Mannschaften, die in der Bezirksliga Mayo-Louti spielen.

### Gesundheit und Wasser
Figuil verfügt über ein Bezirkskrankenhaus sowie integrierte Gesundheitszentren in den Dörfern. Für eine intensivere Pflege gibt es größere Krankenhäuser in Garoua oder Guider.
Das Wasser wird aus im gesamten Bezirk verstreuten Bohrlöchern oder Brunnen geschöpft. Es gibt auch feste Verkaufsstellen für Trinkwasser.

### Verkehr, Kommunikation und Energie
Nur die Stadt Figuil ist mit einem Stromnetz ausgestattet und hat ein Funk- und Telefonnetz. Dank der Nähe zu Großstädten und der Nationalstraße Nr. 1 florieren die Verkehrsdienstleistungen. In Figuil gibt es nur eine Total-Tankstelle.